# Joseph d'Haussonville
Pour les articles homonymes, voir Haussonville (homonymie).
Joseph Othenin Bernard de Cléron, comte d'Haussonville, né à le 27 mai 1809 à Paris 1er et mort le 28 mai 1884 à Paris 7e, est un historien et homme politique français.

## Biographie
Fils de Charles Louis d'Haussonville, chambellan de Napoléon Ier, pair de France et de Jeanne Marie Falcoz de La Blache, Joseph Othenin d'Haussonville entre très jeune dans la carrière diplomatique et est en poste comme secrétaire d'ambassade à Bruxelles, Turin et Naples.
Ses parents veulent d'abord le faire élever à la maison mais Joseph d'Haussonville rapporte qu'à 12 ans, il a déjà épuisé deux précepteurs, dont un s'y est repris à deux fois. Il est placé au collège et suit les cours de Louis-le-Grand.
En 1827, il devient bachelier ès lettres et commence des études de droit. Le 19 mai 1828, il est nommé attaché à l'Ambassade de France à Rome auprès de François-René de Chateaubriand. Chateaubriand démissionne de son poste en août 1829 lors de la constitution du ministère Polignac ; Joseph d'Haussonville se dit « gros jean comme devant »[Quoi ?].
Après la révolution de 1830, il fait partie de l'ambassade de France à Londres de Talleyrand.
Il est conseiller général de Seine-et-Marne pour le canton de Donnemarie-Dontilly, où se trouve son domaine de Gurcy-le-Châtel (du 4 juin 1838-30 août 1848).
Il quitte la carrière diplomatique pour entrer dans la politique en étant élu le 9 juillet 1842 député par le 4e collège de Seine-et-Marne (Provins). Il est réélu le 1er août 1846.
À la chambre, il fait constamment partie de la majorité ministérielle et prononce d'importants discours sur le droit de visite, l'enquête électorale, le scrutin public et le scrutin secret, les chemins de fer de Lyon, le budget. Il est l'auteur d'une proposition de loi sur les conditions d'admission et d'avancement dans les emplois publics, le rapporteur d'un projet de crédit destiné aux travailleurs libres dans les colonies, présente et soutient des pétitions de protestants demandant le libre exercice de leur culte.
Comme son beau-père, il rentre dans la vie privée à la chute de la monarchie de Juillet, en 1848. Sous le Second Empire, il fait partie de l'opposition orléaniste et y joue un rôle très actif, publiant à Bruxelles un journal d'opposition, Le Bulletin français.
Le 15 juillet 1854, sa mère meurt : il est son seul héritier.
En 1863, il soutient activement la candidature de Lucien-Anatole Prévost-Paradol à l'Académie française.
Ses ouvrages historiques lui valent d'être lui-même élu le 29 avril 1869 au 22e fauteuil de l'Académie française. Il y succède à Jean-Pons-Guillaume Viennet et est reçu par Saint-Marc Girardin le 31 mars 1870. Notoirement orléaniste, il est dispensé de la visite d'agrément à Napoléon III.
Il reste à Paris pendant le siège de 1870-1871 et laisse un récit de cet événement.
Après la guerre de 1870, il fonde et préside l'Association des Alsaciens-Lorrains, formée pour aider les habitants de l'Alsace-Lorraine qui ont choisi de conserver la nationalité française à s'établir en Algérie.
En 1871, il est candidat aux élections législatives complémentaires du 2 juillet sur la liste de l'Union parisienne de la presse, mais il n'est pas élu.
En 1876, il devient propriétaire du château de Coppet, en Suisse.
En 1878, il est nommé sénateur inamovible et le reste jusqu'à sa mort.
Au Sénat, il s'allie avec le centre droit pour défendre les congrégations religieuses.

### Distinction
- Officier de la Légion d'honneur (27 février 1840).

### Mariage et descendance
Il épouse en 1836 Louise-Albertine de Broglie (château de Coppet, 25 mai 1818 - Paris 7e, 21 avril 1882), fille de Victor de Broglie, 3e duc de Broglie, pair de France, ministre puis président du conseil sous Louis-Philippe, membre de l'Académie française, et d'Albertine de Staël-Holstein. Elle est la petite-fille de Germaine de Staël. Son portrait a été peint par Ingres. Ils ont trois enfants : 
- Bernard de Cléron d'Haussonville (Paris, 11 octobre 1837 - Paris, 10 mars 1838) ;
- Mathilde de Cléron d'Haussonville, chanoinesse, sans alliance (château de Coppet, 20 juillet 1839 - Paris 6e, 9 janvier 1898) ;
- Othenin Paul-Gabriel de Cléron d'Haussonville, député de Seine-et-Marne, membre de l'Académie française (Gurcy-le-Châtel, 21 septembre 1843 - Paris 7e, 1er septembre 1924), marié à Paris le 23 octobre 1865 avec Pauline d'Harcourt (1846-1922), dont quatre filles.

À Paris, ils habitaient l'hôtel de Broglie, 35, rue Saint-Dominique, qu'ils font réaménager par Gabriel-Hippolyte Destailleur en 1865.
Le 21 avril 1882, son épouse meurt et, le 30 juin 1882, il se sépare de l'hôtel de Broglie. Il s'installe dans un autre hôtel, 9 rue Las-Cases, avec son fils Paul et sa femme. Il y meurt le 28 mai 1884. Il est inhumé au cimetière de Gurcy-le-Châtel (77).

## Publications
- Histoire de la politique extérieure du gouvernement français : 1830-1848, Paris, Michel-Lévy frères, 1850, 314 & 428, 2 vol.in-8º (lire en ligne).
- Histoire de la réunion de la Lorraine à la France, Paris, Michel-Lévy frères, 1854-1859, 4 vol.in-8º (lire en ligne).
- L'Église romaine et le Premier Empire, 1800-1814 : avec notes, correspondances diplomatiques et pièces justificatives entièrement inédites, Paris, Michel-Lévy frères, 1868-1869, 5 vol.in-8º (lire en ligne).
- La France et la Prusse devant l'Europe, Bruxelles, J. Rozez, 1870, 42 p., in-8º (lire en ligne sur Gallica)Dans cet ouvrage, l'auteur dénonce avec vigueur le traitement de la France par la Prusse. La vente en fut interdite en Belgique à la requête du Kaiser Guillaume II.
- Mon journal pendant la guerre (1870-1871) (Publié par son fils.), Paris, Calmann Lévy, 1905, 415 p., in-8º (lire en ligne sur Gallica).
- Ma jeunesse, 1814-1830, souvenirs (Publié par son fils.), Paris, Calmann Lévy, 1885, 342 p., in-8º (lire en ligne sur Gallica).